# Гиньковцы
Гиньковцы (укр. Гиньківці) — село в Толстенской поселковой общине Чортковского района Тернопольской области Украины.
До 2020 года входило в Залещицкий район.
Код КОАТУУ — 6122082002. Население по переписи 2001 года составляло 350 человек.

## Географическое положение
Село Гиньковцы находится на берегу реки Тупа,
выше по течению примыкает село Ворвулинцы,
ниже по течению примыкает село Хартоновцы.

## История
- 1427 год — дата основания.

## Объекты социальной сферы
- Школа I ст.
- Клуб.
- Фельдшерско-акушерский пункт.

## Галерея

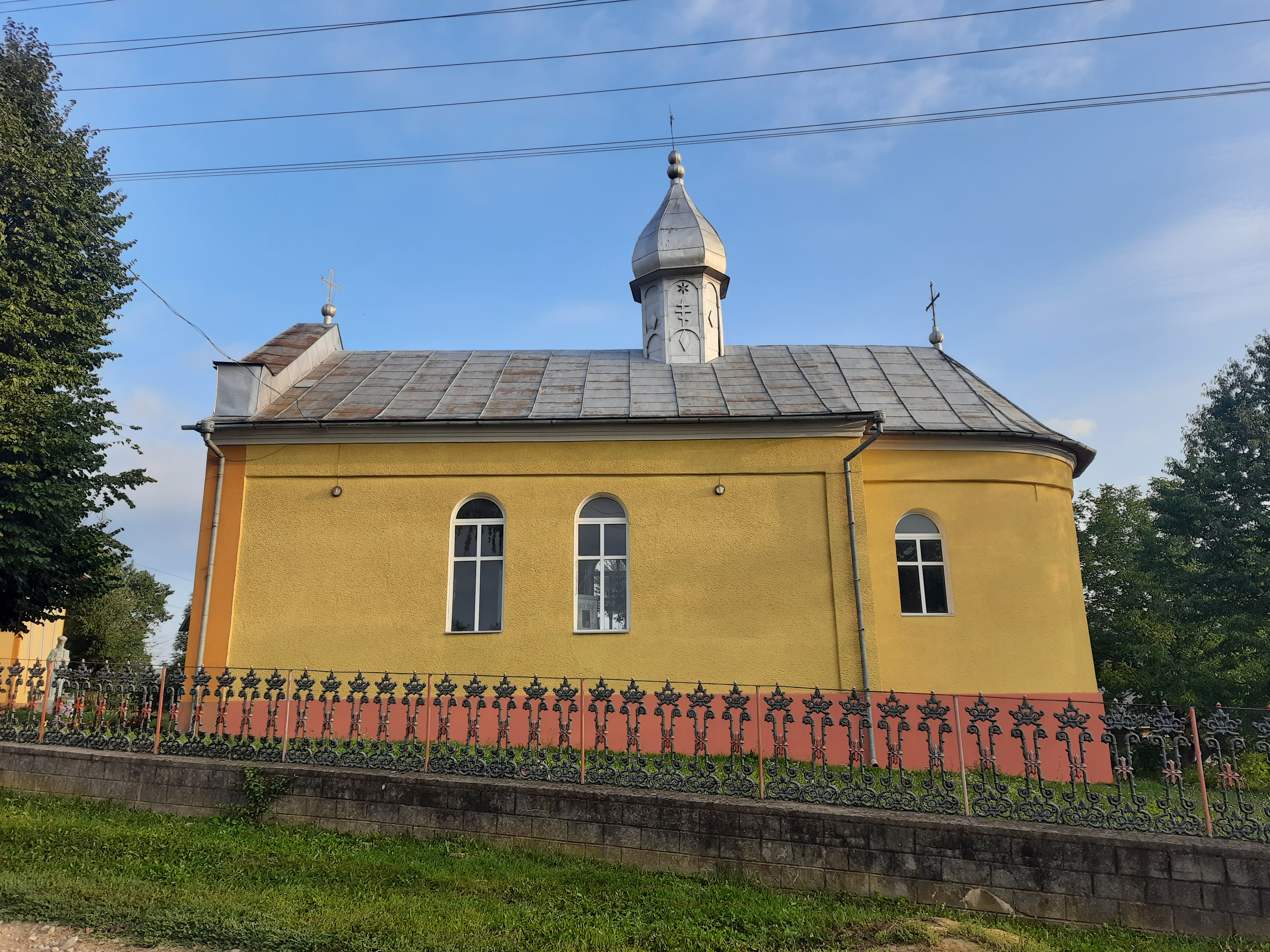
Церковь Перенесения Мощей Святого Николая (1876г.)
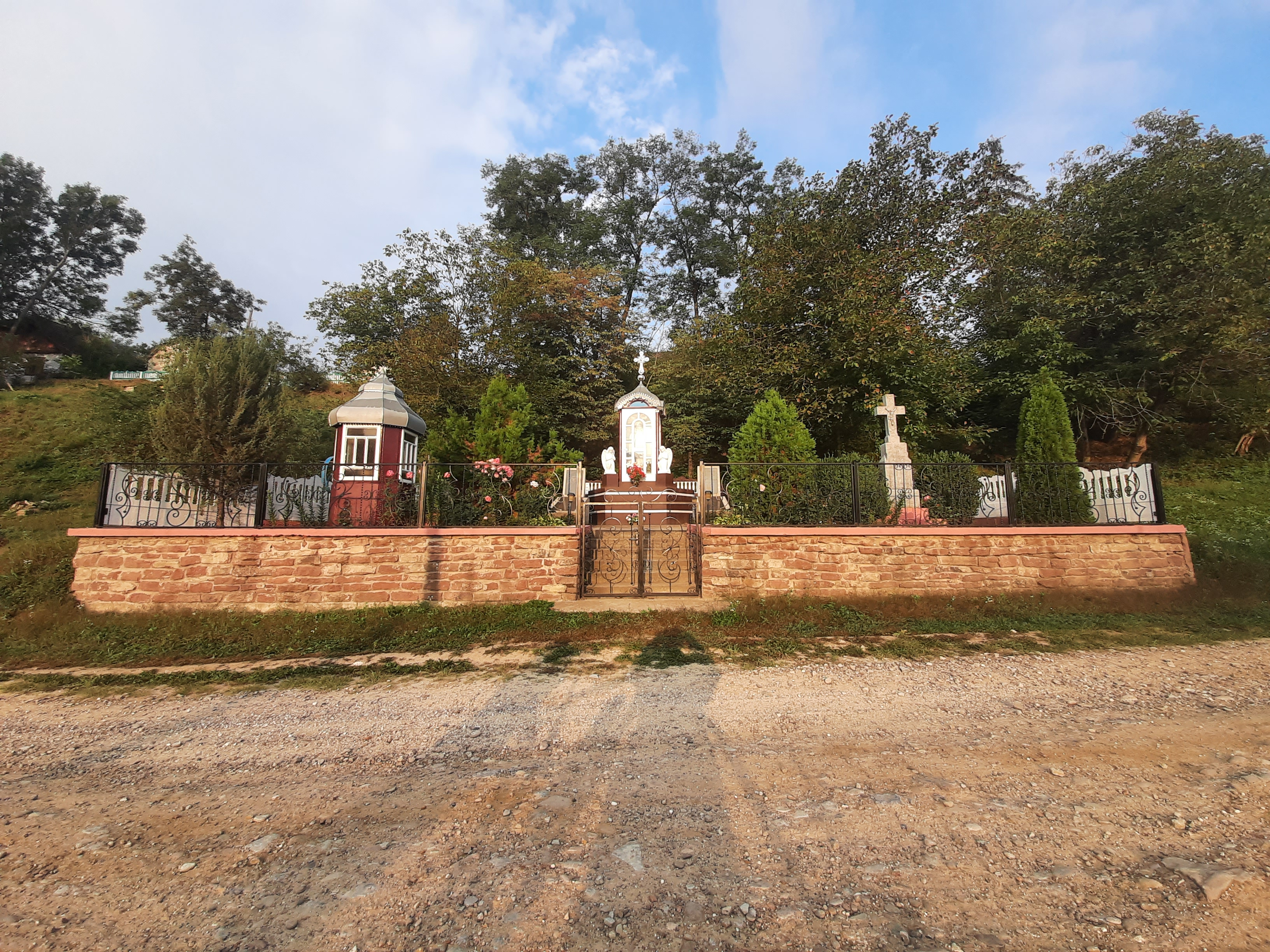
Часовня
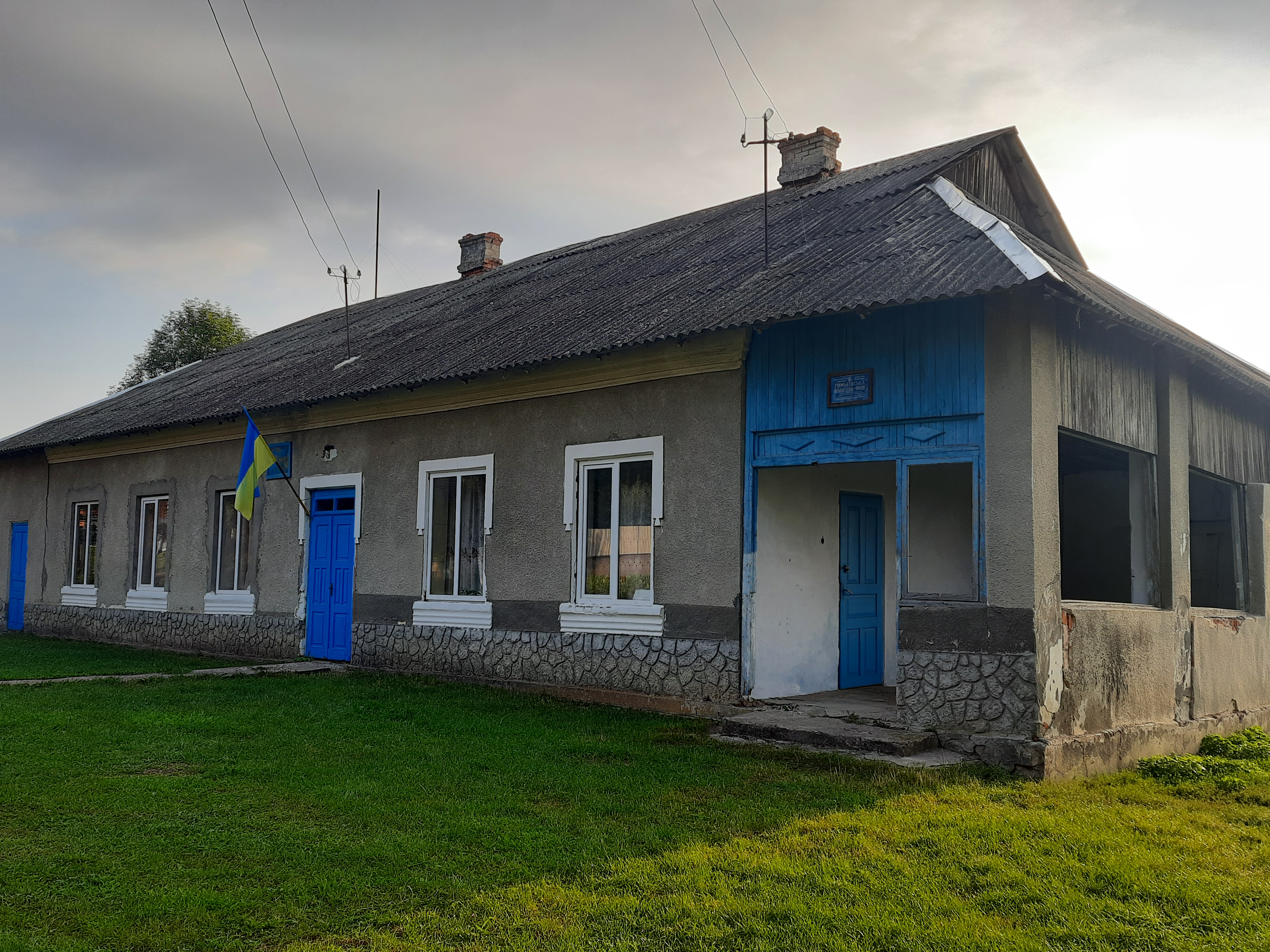
Клуб